# Chrysocraspeda nigribasalis
Chrysocraspeda nigribasalis là một loài bướm đêm trong họ Geometridae.